# Cap Charles (cap)
Pour les articles homonymes, voir Cap Charles.
Le cap Charles, en anglais Cape Charles, est un cap sur la côte Est des États-Unis. Il se trouve dans l'État de la Virginie et jouxte la baie de Chesapeake.